# Панач
Панач (рум. Panaci) — село у повіті Сучава в Румунії. Адміністративний центр комуни Панач.
Село розташоване на відстані 317 км на північ від Бухареста, 79 км на південний захід від Сучави, 144 км на схід від Клуж-Напоки.

## Населення
За даними перепису населення 2002 року у селі проживали 789 осіб, усі — румуни. Усі жителі села рідною мовою назвали румунську.